# Trent Forrest
Landon Trent Forrest (Dothan, 12 de junho de 1998) é um jogador norte-americano de basquete profissional que atualmente joga no Atlanta Hawks da National Basketball Association (NBA).
Ele jogou basquete universitário em Florida State.

## Início da vida e carreira no ensino médio
Forrest cresceu em Chipley, Flórida e frequentou a Chipley High School. Durante sua carreira no ensino médio, Forrest marcou mais de 3.000 pontos. Em sua última temporada, ele levou a sua escola a um título estadual, marcando 26 pontos na final.
Ele foi classificado entre os 50 melhores de sua turma do ensino médio. Forrest escolheu Florida State porque se apaixonou pela visão do técnico Leonard Hamilton. Forrest recusou ofertas de Miami, Georgia Tech, Tennessee, UCF e Wichita State.

## Carreira universitária
Como calouro, Forrest teve médias de 4,9 pontos, 2,7 rebotes, 1,6 assistências e 1,2 roubos de bola sendo reserva de Xavier Rathan-Mayes. Em seu segundo ano, ele terminou em quinto lugar no time em pontuação com média de 7,9 pontos e em terceiro em rebotes com média de 4,9, ajudando Florida State a chegar ao Elite Eight do Torneio da NCAA. Durante um jogo contra Villanova em 25 de novembro de 2018, Forrest teve a cartilagem arrancada completamente do osso do dedão do pé, mas jogou com dor e não perdeu um único jogo.
Durante o Torneio da NCAA de 2019, Forrest registrou 20 pontos e cinco rebotes na derrota para Gonzaga no Sweet 16 e foi nomeado para a Equipe Ideal da Região Oeste. Em sua terceira temporada, Forrest teve médias de 9,3 pontos, 4,5 rebotes e 3,7 assistências.
Ele se formou em Florida State em dezembro de 2019 em gestão esportiva e ganhou o Prêmio Skip Prosser de melhor atleta acadêmico da ACC. No final da temporada regular, ele foi selecionado para a Segunda-Equipe e para a Equipe Defensiva da ACC. Em sua última temporada, ele teve médias de 11,6 pontos, 4,4 rebotes e 4,0 assistências.

## Carreira profissional

### Utah Jazz (2020–2022)
Depois de não ser selecionado no draft da NBA de 2020, Forrest assinou um contrato de mão dupla com o Utah Jazz. Ele dividiria o tempo entre o Jazz e seu afiliado da G-League, o Salt Lake City Stars.
Em 11 de agosto de 2021, Forrest assinou um segundo contrato de mão dupla e em 10 de abril de 2022, seu negócio foi convertido em um contrato padrão da NBA.

### Atlanta Hawks (2022–Presente)
Em 8 de agosto de 2022, Forrest assinou um contrato de mão dupla com o Atlanta Hawks. Em 12 de setembro de 2023, os Hawks renovaram o contrato de Forrest. Em 29 de fevereiro de 2024, o contrato de Forrest foi convertido para um contrato padrão da NBA pelos Hawks.

## Estatísticas da carreira

### NBA

#### Temporada regular
| Ano      | Equipe   | PJ  | PT | MPJ  | AP   | 3P   | LL    | RT  | AS  | BR | TO | PPJ |
| -------- | -------- | --- | -- | ---- | ---- | ---- | ----- | --- | --- | -- | -- | --- |
| 2020–21  | Utah     | 30  | 0  | 10.1 | .451 | .192 | 1.000 | 1.5 | 1.5 | .3 | .1 | 2.9 |
| 2021–22  | Utah     | 60  | 6  | 12.8 | .490 | .185 | .792  | 1.7 | 1.8 | .5 | .1 | 3.3 |
| 2022–23  | Atlanta  | 23  | 3  | 12.0 | .417 | .000 | .667  | 1.6 | 1.7 | .3 | .1 | 2.3 |
| 2023–24  | Atlanta  | 38  | 0  | 10.9 | .378 | .200 | .765  | 1.3 | 2.4 | .3 | .1 | 2.2 |
| Carreira | Carreira | 151 | 9  | 11.4 | .434 | .144 | .806  | 1.5 | 1.8 | .3 | .1 | 2.6 |

#### Playoffs
| Ano  | Equipe | PJ | PT | MPJ | AP   | 3P | LL | RT | AS | BR | TO | PPJ |
| ---- | ------ | -- | -- | --- | ---- | -- | -- | -- | -- | -- | -- | --- |
| 2021 | Utah   | 4  | 0  | 2.5 | .500 | —  | —  | .0 | .0 | .0 | .0 | 1.0 |

### Universitário
| Ano      | Equipe        | PJ  | PT | MPJ  | AP   | 3P   | LL   | RT  | AS  | BR  | TO | PPJ  |
| -------- | ------------- | --- | -- | ---- | ---- | ---- | ---- | --- | --- | --- | -- | ---- |
| 2016–17  | Florida State | 35  | 0  | 15.4 | .473 | .125 | .676 | 2.7 | 1.6 | 1.2 | .1 | 4.9  |
| 2017–18  | Florida State | 34  | 2  | 25.6 | .492 | .214 | .697 | 4.9 | 4.1 | 1.6 | .4 | 7.9  |
| 2018–19  | Florida State | 37  | 36 | 29.9 | .439 | .233 | .779 | 4.5 | 3.7 | 1.9 | .2 | 9.3  |
| 2019–20  | Florida State | 31  | 31 | 30.9 | .459 | .281 | .822 | 4.4 | 4.0 | 1.9 | .6 | 11.6 |
| Carreira | Carreira      | 137 | 69 | 25.4 | .465 | .213 | .743 | 4.1 | 3.3 | 1.6 | .3 | 8.4  |

## Vida pessoal
Tanto sua mãe, Barbara Lee, quanto seu pai, Lester Forrest, jogaram basquete no Chipola Junior College. Sua mãe é pastora do All Things New Worship Center. Seu pai é gerente do Gilmore Park no departamento de recreação de Chipley e construiu o programa de basquete juvenil na cidade. Forrest tem um irmão mais velho, Trey, que também jogou basquete. Ele é primo do jogador de basquete Saben Lee.